# 埃切巴尔
埃切巴尔（法語：Etchebar，法語發音：[etʃebaʁ]）是法国大西洋比利牛斯省的一个市镇，属于奥洛龙-圣玛丽区。

## 地理
埃切巴尔（43°4'56"N, 0°53'34"W）面积8.23 平方千米，位于法国新阿基坦大区大西洋比利牛斯省，该省份为法国东南部省份，涵盖了贝阿恩与北巴斯克，西临大西洋比斯開灣，北至朗德省，东北接热尔省，东临上比利牛斯省，南与西班牙接壤。
与埃切巴尔接壤的市镇（或旧市镇、城区）包括：拉卡里-阿朗-上沙里特、拉罗、利尚斯-叙纳尔、利克-阿泰雷。
埃切巴尔的时区为UTC+01:00、UTC+02:00（夏令时）。

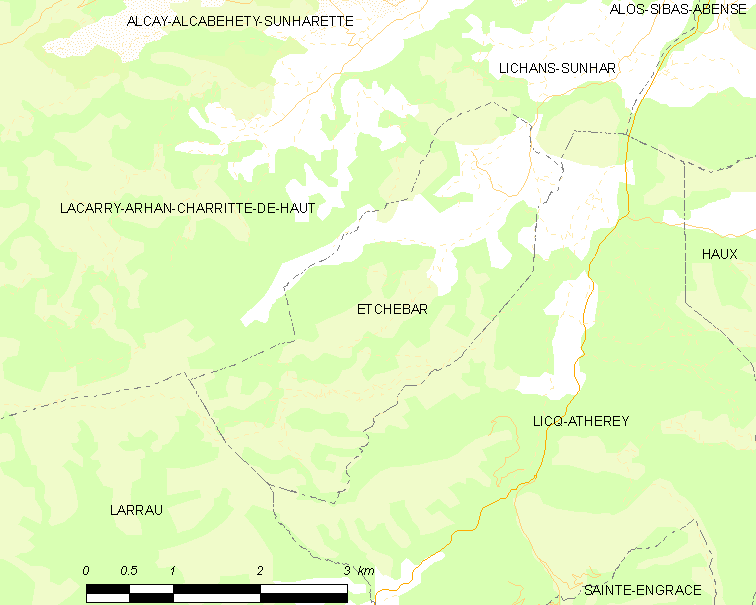
埃切巴尔的OSM定位图

## 行政
埃切巴尔的邮政编码为64470，INSEE市镇编码为64222。

## 政治
埃切巴尔所属的省级选区为巴斯克山地县。

## 人口

1962-2008年间埃切巴尔人口变化图示

埃切巴尔于2022年1月1日时的人口数量为74人。